# 與你相遇的日子
與你相遇的日子（英語：Dancing in the Sea Breeze）是一部2024年中國內地劇情愛情電影，由雷民強監製，陳尚實執導，梁壁熒和陳凱洲主演，改編自真實故事，講述澳門青年在粵港澳大灣區的奮鬥歷程。該片於2024年9月27日全國上映。

## 劇情簡介
明珠現代舞團首席演員於曼曼（梁壁熒 飾）因受到同僚排擠，被迫離開熱愛的舞台，陰差陽錯成為橫琴街坊會的少兒舞蹈教師。在與來自澳門的陽光社工顧現（陳凱洲 飾）及一群調皮可愛的孩子相處的過程中，她逐漸敞開心扉，重新找回對舞蹈的熱愛與初心，並理解愛與陪伴的真諦。

## 演員表
- 梁壁熒 飾 于曼曼
- 陳凱洲 飾 顧現
- 何猷亨 飾 顧現大學同學

## 製作背景
本片由粵澳兩地聯合製作，改編自真實事件，講述澳門青年在大灣區從事社會服務工作的經歷。監製雷民強表示，該片希望呈現澳門居民在大灣區的生活狀況，以及兩地文化交流與融合的發展。

### 開機儀式
電影於2022年12月9日在橫琴粵澳深度合作區正式開機，並於橫琴和澳門兩地取景。橫琴部分的拍攝已於2023年2月28日完成。
2023年3月1日，劇組在澳門葡京人舉行開鏡拜神儀式。澳門企業家梁安琪（賭王四太）出席儀式，其子何猷亨亦參與了本片的演出。其他出席嘉賓包括英皇娛樂大灣區總經理彭敏瑩、澳門葡京人董事江陽、廣州市電影家協會秘書長趙夢菲、電影監製雷民強、導演陳尚實、出品人王磊、男主角陳凱洲、女主角梁壁熒、編劇方唱及王馼、以及攝影指導蘇俊夫。

### 首映與上映
- 澳門首映：2024年9月8日於澳門舉行首映，作為慶祝澳門回歸25周年及橫琴粵澳深度合作區成立3周年的獻禮之作[8][9]。嘉賓包括全國政協副主席何厚鏵、中國電影家協會副主席尹鴻、澳門中聯辦主任鄭新聰、上海市政協委員、澳門主題公園渡假村有限公司董事何猷亨等人[10]。
- 廣州首映：2024年9月27日於廣州舉行首映，並於廣州電影產業博覽交易會現場展映。監製雷民强、導演陳尚實及其他主創團隊出席活動，並分享創作過程[11][12]。